# Konferencja kairska
Konferencja kairska – pierwsze oficjalne spotkanie przywódców państw alianckich w czasie II wojny światowej, które odbyło się w dniach 22–26 listopada 1943 roku w Kairze w Egipcie. Uczestniczyli w nim: prezydent Stanów Zjednoczonych Franklin Roosevelt, premier Wielkiej Brytanii Winston Churchill i generalissimus Republiki Chińskiej Czang Kaj-szek.
Na konferencji wypracowano wspólną deklarację (26 listopada) traktującą o powojennym ładzie na Dalekim Wschodzie i w rejonie Pacyfiku po osiągnięciu wspólnego zwycięstwa nad Japonią. Dokument zakładał zwrot przejętych lub okupowanych przez Japonię terenów od czasów I wojny światowej. Gwarantował wolność i niepodległość Korei jako suwerennemu państwu oraz zwrot Mandżurii, Tajwanu (wtedy Formoza) i Peskadorów Chinom.
Ważność deklaracji jest podważana przez ruchy niepodległościowe na Tajwanie i jest uznawana często jedynie za "wiadomość prasową". Z drugiej strony Chińczycy (kontynentalni) uznają deklarację kairską za prawnie ważny historyczny dokument, ponieważ był zamieszczony w Deklaracji Poczdamskiej i wspomniany podczas zakończenia wojny z Japonią. Z kolei w 1955 roku Churchill, pytany w Izbie Gmin o to, czy Formoza powinna być przekazana Chinom zgodnie z Deklaracją, stwierdził: "Deklaracja Kairska zawiera jedynie oświadczenia ogólnego użytku". Dodał, że od tego czasu "wiele się zmieniło". Jego minister spraw zagranicznych Anthony Eden powiedział ponadto, że Deklaracja była jedynie wyrażeniem intencji, że Formoza powinna być przekazana Chinom po wojnie, co się nigdy nie wydarzyło.
Analogicznymi konferencjami, ale odbytymi z udziałem przywódców Zachodu i Józefa Stalina, były konferencje tzw. wielkiej trójki – konferencja teherańska w 1943 oraz konferencje jałtańska i poczdamska w 1945 roku.